# James M. Bobbitt

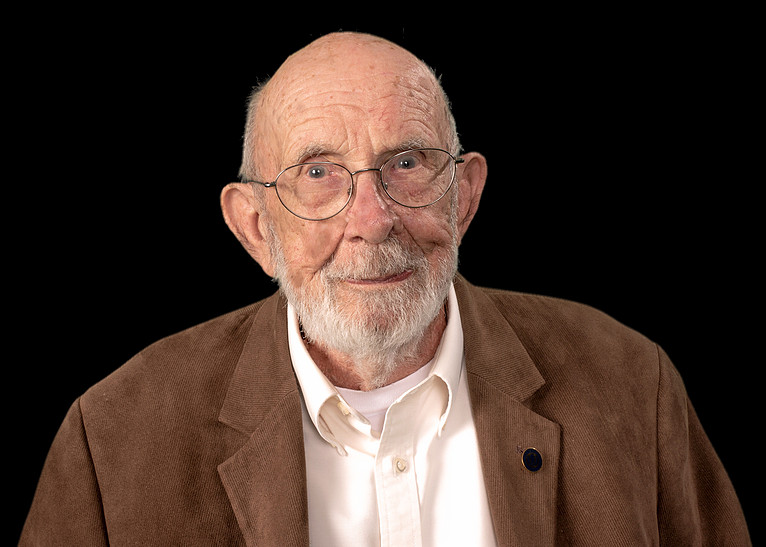
James M. Bobbitt (2019)

James M. Bobbitt (* 18. Januar 1930 in Charleston, West Virginia; † 22. November 2021) war ein US-amerikanischer Chemiker und Professor.

## Leben
James M. Bobbitt wurde im Jahre 1930 in Charleston in West Virginia geboren, wo er 1951 an der West Virginia University seinen Bachelor of Science abschloss. Er wechselte an die Ohio State University, und wurde 1955 – betreut von M. L. Wolfrom – zum Ph.D. promoviert. Während seiner Zeit an der Ohio State University arbeitete er von 1952 bis 1955 zusätzlich als Lehrassistent. Als Postdoc wechselte er anschließend an die Wayne State University, um ein Jahr lang im Arbeitskreis von Carl Djerassi zu forschen. Ab 1956 arbeitete er als Dozent an der University of Connecticut, wo er schließlich von 1969 bis 1991 als Professor tätig war. Im Jahre 1992 wurde er – ebenfalls an der University of Connecticut – emeritierter Professor. Zusätzlich war er von 1976 bis 1977 amtierender Abteilungsleiter und von 1977 bis 1982 Abteilungsleiter an der University of Connecticut und konnte als promovierter Mitarbeiter ein Jahr lang von 1959 bis 1960 an der Universität Zürich bei Hans Schmid arbeiten. Auch als Gastdozent arbeitete Bobbitt an mehreren Universitäten: von 1964 bis 1965 an der University of East Anglia unter der Leitung von Alan R. Katritzky, im Juni 1968 an der Universität Kiel, im Juni 1971 an der Tohoku University in Japan, von 1971 bis 1972 an der La Trobe University in Australien und von 1980 bis 1981 an der University of Adelaide – ebenfalls in Australien. Außerdem gehört Bobbitt der American Chemical Society, der Sigma Xi, der Phi Beta Kappa, der Phi Lambda Upsilon, der Chemical Society (London) und der Electrochemical Society an. Auch einigen Gremien und Ausschüssen gehörte Bobbitt an. Dazu zählen im Jahre 1962 das Auswahlgremium des NSF Cooperative Predoctoral Program der National Academy of Sciences in Washington, D.C., von 1965 bis 1968 das Carbohydrates Subcommittee (Committee on Biological Chemistry) der National Academy of Sciences und im Jahre 1968 der Professor-in-Charge, ein Kurs namens "Thin-Layer Chromatography" der American Chemical Society. Im Jahre 1970 wurde er Präsident des UCONN Chapter bei Sigma Xi und 1974 bis 1975 folgte die Vizepräsidentschaft so wie Präsidentschaft UCONN Chapter bei Phi Beta Kappa.

## Forschung

Bobbitt-Salz

James M. Bobbitt ist Autor von elf Büchern und 120 Forschungsartikeln. Bei seiner Forschung spezialisierte er sich auf Alkaloide, die präparative Elektrochemie und die Oxidationschemie. Zusätzliches Forschungsinteresse zeigte er bei der Synthese von Stickstoffheterocyclen, der Dünnschichtchromatographie, der elektrolytischen Oxidation und der Oxoammoniumsalzoxidation von Alkoholen mit stöchiometrischen Mengen des recyclierbaren Bobbitt-Salzes.
Besondere Beachtung fand auch die 1965 von ihm entdeckte Bobbitt-Reaktion zur Synthese von Tetrahydroisochinolin und dessen Derivaten.

### Auswahl wichtiger Veröffentlichungen
- James M. Bobbitt: Thin-layer Chromatography. Reinhold Publishing Co., New York 1963.
- James M. Bobbitt, C. Brückner, N. Merbouh: Oxoammonium salt and nitroxide catalyzed oxidations of alcohols. In: Organic Reactions. Band 74, 2009, S. 103–424.
- M. L. Wolfrom, James M. Bobbitt: Periodate oxidation of cyclic 1,3,-diketones. In: J. Am. Chem. Soc. Band 78, 1956, S. 2489.
- C. Djerassi, S. K. Figdor, James M. Bobbitt, F. I. Markley: Alkaloid studies. XIV. The structure of the cactus alkaloid piloceriene. In: J. Am. Chem. Soc. Band 78, 1956, S. 3861.
- James M. Bobbitt: Regeneration of alkaloids from their picrates with an anion-exchange resin. In: J. Org. Chem. Band 22, 1957, S. 1729.
- James M. Bobbitt, L. H. Amundsen, R. I. Steiner. Amination reactions of cis‑1,4‑dichloro‑2‑butene. In: J. Org. Chem. Band 25, 1960, S. 2230.
- James M. Bobbitt, D. P. Winter, J. M. Kiely: Synthesis of isoquinolines. IV. 4-benzylisoquinolines. In: J. Org. Chem. Band 30, 1965, S. 2459.
- James M. Bobbitt, J. M. Kiely, K. L. Khanna, R. Eberman: Synthesis of isoquinolines. III. A new synthesis of 1,2,3,4-tetrahydroisoquinolines. In: J. Org. Chem. Band 30, 1965, S. 2247.
- James M. Bobbitt, D. N. Roy, A. Marchand, C. W. Allen: Synthesis of isoquinolines. VI. N‑alkyl‑1,2,3,4‑tetrahydroisoquinolines. In: J. Org. Chem. Band 32, 1967, S. 2225.
- James M. Bobbitt, J. C. Sih: Synthesis of isoquinolines. VII. 4‑hydroxy‑1,2,3,4‑tetrahydroisoquinolines. In: J. Org. Chem. Band 33, 1968, S. 856–859.
- James M. Bobbitt, A. P. Katritzky, R. D. Kennewell, M. Snarey. Steric requirements of sp2‑hybridised lone electron pairs. Part I. The conformation of 2‑(pyridylmethylene)indan‑1‑ones. In: J. Chem. Soc. (B). 1968, S. 550–553.
- James M. Bobbitt, A. S. Steinfeld, K. H. Weisgraber, S. Dutta: Synthesis of isoquinolines. X. 1‑alkyl‑1,2,3,4‑tetrahydroisoquinilines. In: J. Org. Chem. Band 34, 1969, S. 2478.
- James M. Bobbitt, I. Noguchi, H. Yage, K. H. Weisgraber: Electrochemistry of natural products. III. A stereoselective, stereospecific phenol coupling reaction. In: J. Am. Chem. Soc. Band 93, 1971, S. 3551.
- James M. Bobbitt, S. J. Huang: A simulated research project in synthetic organic chemistry. An undergraduate laboratory. In: J. Chem. Educ. Band 51, 1974, S. 58.
- James M. Bobbitt, I. G. C. Coutts, M. R. Hamblin, E. J. Tinley: The enzymatic oxidation of phenolic tetrahydroisoquinoline-1-carboxylic acids. In: J. Chem. Soc., Perkin Trans. I. 1979, S. 2744–2749.
- James M. Bobbitt, A. J. Bourque: Syntheses of heterocycles using aminoacetals. In: Heterocycles. Band 25, 1987, S. 601–616.
- K. M. Lambert, S. A. Aldirany, James M. Bobbitt, W. F. Bailey: Catalytic Metal-free Oxidation of Primary Amines to Nitriles. In: Org. Syn. Band 96, 2018, S. 60–79.

## Auszeichnungen
- 1969: Tour Speaker of The Year Award, American Chemical Society, Southcentral
- 1962, 1963, 1967, 1969, 1975–1982: American Chemical Society Tour Speaker
- 1992: UCONN Alumni Teaching Award